# Jan Hýbl

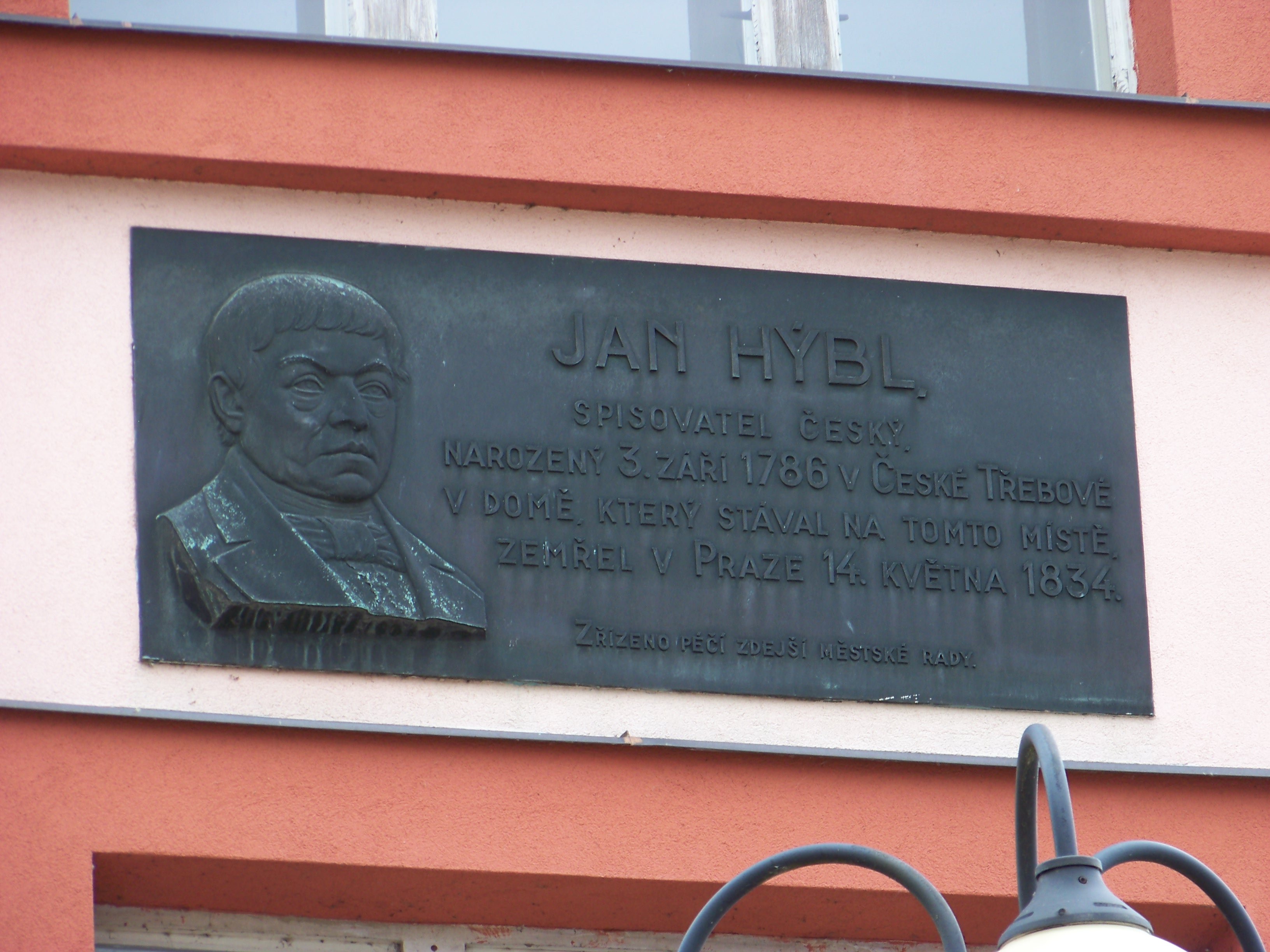
Pamětní deska v České Třebové (Hýblova čp. 97)

Jan Hýbl (3. září 1786 Česká Třebová – 14. května 1834 Praha) byl český obrozenecký prozaik, básník, překladatel a redaktor českých časopisů pro lidové vrstvy.
Působil v časopisech Český lidomil (1810–1811), Rozmanitosti (1816–1822), Hyllos (1820–1821) a Jindy a nyní (1828–1831).
Zemřel v nedožitých 48 letech na tuberkulózu.

## Výběr z díla
Následující seznam je výběrem z beletristického a odborného díla Jana Hýbla.

### Beletrie
- Justýnčin mistrovský kus, časopisecky 1818 v Rozmanitostech, knižně 1917 v souboru Stoletá humoreska, 2005 v souboru Zábavné povídky národního obrození, ISBN 80-7106-695-8[4]

- Nešťastná Zuzanka aneb Strašlivé následky malé nepatrné poklisky, 1819

### O divadle
- Historie českého divadla od počátku až na nynější časy, 1816, 1920

### Díla online
- HÝBL, Jan. Historie českého divadla od počátku až na nynější časy. Příprava vydání Viktor Nejedlý. Praha: Bačkovský, 1921. Dostupné v archivu pořízeném dne 2011-05-22. 2. vydání stručných dějin českého divadla od jeho počátku po 20. léta 20. stol. podle 1. vydání z roku 1818 přepsal Viktor Nejedlý.. Archivováno 22. 5. 2011 na Wayback Machine.